# 卑南石柱
卑南石柱，是位於臺灣臺東縣臺東市的史前遺留，為目前國定卑南考古遺址地表上僅存之史前石柱，也是國定卑南考古遺址的重要象徵地標。石柱頂端原本應為圓形穿孔，被發現時已破損僅剩半圓殘孔，因狀似弦月而被稱為「月形石柱」。

## 研究
1896年鳥居龍藏在臺灣東部進行調查時，曾在此拍攝紀錄月形石柱的影像，也是最早的紀錄。根據日治時期學者的紀錄，卑南考古遺址曾有許多石柱豎立於地表，而1927、1929年鹿野忠雄先生多次調查卑南遺址，並繪製月形石柱的簡圖記錄，他發現這些石柱的寬面幾乎都呈北偏東—南偏西走向，且上段皆有穿孔。他認為月形石柱缺口處應是支撐橫柱之用，應是房屋結構的一部分。

## 結構
月形石柱露出地面的高度為447公分，寬153公分、厚19公分，為板岩材質。目前普遍認為月形石柱應為卑南文化時期的建築遺構，距今約3500年前。不過遺址現地並沒有板岩石材，史前人應從至少5公里外採集運回，考量距離以及石材體積重量，石柱應具有特殊意義，且當時的人群應具有一定規模，才能完成這麼繁重的工作。
關於月形石柱的功能意義，考古學者普遍認為是作為房屋結構的一部分，此外，也有人從石柱排列角度「北偏東30度」及太陽升起的方向，推測石柱可能作為天文觀察的工具，但未能證實。

## 傳說
由於月形石柱已屹立在土地上數千年之久，附近居民也流傳著關於石柱的相關傳說故事。在卑南遺址旁的卑南族普悠瑪部落有一個傳說，大意是早期生活在卑南遺址上的是阿美族其中一氏族（Raranges），因為一些糾紛受到了詛咒，降下了地震及大火，原來在遺址上的東西都幾乎化成灰燼，只留下一座座石柱仍屹立不搖。普悠瑪部落族人也因為這個傳說故事而將此地視為禁地。